# Кардиналы-выборщики на Конклаве 1669—1670 годов
| Страна                    | Количество выборщиков |
| ------------------------- | --------------------- |
| Итальянские государства   | 64                    |
| Испания                   | 3                     |
| Франция                   | 2                     |
| Священная Римская империя | 1                     |

Следующие кардиналы-выборщики участвовали в Папском Конклаве 1669—1670 годов. Список кардиналов-выборщиков приводятся по географическим регионам и в алфавитном порядке.
Папа Климент IX скончался 9 декабря 1669 года. Его преемником 29 апреля 1670 года был избран кардинал Эмилио Бонавентура Альтьери, который принял имя Климент X. Когда Папа скончался, Священная Коллегия кардиналов насчитывала семьдесят членов. Пятьдесят семь вошли в конклав, когда он начался. 13 апреля 1670 года скончался кардинал Шипионе Панноккьески д’Эльчи. Франция наложила вето на избрание кардинала Бенедетто Одескальки Папой. Пятьдесят девять кардиналов проголосовали в финальном туре голосования, и кардинал Альтьери получил пятьдесят шесть голосов.
В Священной Коллегии кардиналов присутствовали следующие кардиналы-выборщики, назначенные:
- 11 — папой Урбаном VIII;
- 20 — папой Иннокентием X;
- 27 — папой Александром VII;
- 12 — папой Климентом IX.

## Римская Курия
1. Оттавио Аквавива д’Арагона младший, камерленго Священной Коллегии кардиналов;
2. Никколо Альбергати-Людовизи, великий пенитенциарий;
3. Франческо Альбицци, кардинал-священник с титулярной церковью Санта-Мария-ин-Виа;
4. Эмилио Бонавентура Альтьери, кардинал-священник (был избран папой римским и выбрал имя Климент X)
5. Дечио Аццолино младший, государственный секретарь Святого Престола, префект Священной Конгрегации Священной Консульты;
6. Никколо Аччайоли, кардинал-дьякон;
7. Антонио Барберини младший, O.S.Io.Hieros., кардинал-епископ Палестрины, камерленго, префект Священной Конгрегации Пропаганды Веры, архипресвитер патриаршей Либерийской базилики, великий раздатчик милостыни Франции, архиепископ Реймса;
8. Карло Барберини, архипресвитер патриаршей Ватиканской базилики, префект Священной Конгрегации фабрики святого Петра;
9. Франческо Барберини старший, кардинал-епископ Остии и Веллетри, декан Коллегии кардиналов, вице-канцлер Святой Римской Церкви, секретарь Верховной Священной Конгрегации Римской и Вселенской Инквизиции, губернатор Веллетри;
10. Джованни Бона, O.Cist., кардинал-священник;
11. Карло Бонелли, кардинал-священник с титулярной церковью Сант-Анастазия;
12. Джиберто Борромео, кардинал-священник с титулярной церковью Санти-Джованни-э-Паоло;
13. Буонаккорсо Буонаккорси, кардинал-дьякон;
14. Пьетро Видони старший, кардинал-священник с титулярной церковью Сан-Каллисто;
15. Виталиано Висконти, кардинал-священник с титулярной церковью Сант-Аньезе-фуори-ле-Мура;
16. Джулио Габриэлли старший, кардинал-епископ Сабины;
17. Карло Гуалтерио, кардинал-священник с титулярной церковью Сант-Эузебио;
18. Марцио Джинетти, кардинал-епископ Порто и Санта Руфина, вице-декан Коллегии кардиналов, генеральный викарий Рима, префект Священной Конгрегации Индекса, префект Священной Конгрегации обрядов, префект Священной Конгрегации по делам епископов и монашествующих, префект Священной Конгрегации резиденции епископов, префект Священной Конгрегации церковного иммунитета;
19. Лоренцо Империали, кардинал-священник с титулярной церковью Сан-Кризогоно;
20. Карло Карафа делла Спина, апостольский легат в Болонье;
21. Ульдерико Карпенья, кардинал-епископ Альбано;
22. Сигизмондо Киджи, кардинал-дьякон с титулярной диаконией Санта-Мария-ин-Домника;
23. Флавио Киджи старший, библиотекарь Святой Римской Церкви, архипресвитер патриаршей Латеранской базилики, префект Священной Конгрегации границ;
24. Нери Корсини, апостольский легат в Ферраре;
25. Франческо Майдалькини, кардинал-протодьякон;
26. Франческо Мария Манчини, кардинал-дьякон с титулярной диаконией Санти-Вито-Модесто-э-Крешенция;
27. Джакомо Филиппо Нини, кардинал-священник с титулярной церковью Санта-Мария-делла-Паче;
28. Бенедетто Одескальки, кардинал-священник с титулярной церковью Сант-Онофрио;
29. Луиджи Омодеи старший, кардинал-священник с титулярной церковью Санти-Бонифачо-э-Алессио;
30. Вирджинио Орсини, O.S.Io.Hieros., кардинал-протопресвитер;
31. Пьетро Вито Оттобони, бывший апостольский датарий, кардинал-священник с титулярной церковью Сан-Марко;
32. Ладзаро Паллавичино, кардинал-дьякон;
33. Палуццо Палуцци Альтьери дельи Альбертони, про-генеральный викарий Рима, епископ Монтефьясконе и Корнето, префект Конгрегации вод;
34. Челио Пикколомини, кардинал-священник с титулярной церковью Сан-Пьетро-ин-Монторио;
35. Карло Пио ди Савойя младший, кардинал-священник с титулярной церковью Санта-Приска;
36. Лоренцо Раджи, кардинал-священник с титулярной церковью Санти-Кирико-э-Джулитта;
37. Чезаре Мария Антонио Распони, апостольский легат в Урбино;
38. Карло Роберти, апостольский легат в Романье;
39. Джакомо Роспильози, префект Верховного Трибунала Апостольской Сигнатуры справедливости, апостольский легат в Авиньоне;
40. Паоло Савелли, кардинал-дьякон с титулярной диаконией Сан-Джорджо-ин-Велабро;
41. Джамбаттиста Спада, кардинал-священник с титулярной церковью Сан-Марчелло;
42. Джулио Спинола, кардинал-священник с титулярной церковью Санти-Сильвестро-э-Мартино-ай-Монти;
43. Федерико Сфорца, кардинал-священник с титулярной церковью Сан-Пьетро-ин-Винколи;
44. Анджело Чельси, префект Священной Конгрегации Тридентского Собора;
45. Карло Черри, кардинал-дьякон.

## Европа

### Итальянские государства

#### Папская область
1. Антонио Бики, епископ Озимо;
2. Джироламо Бонкомпаньи, архиепископ Болоньи;
3. Франческо Мария Бранкаччо, кардинал-епископ Фраскати, епископ Витербо и Тосканелла;
4. Джанниколо Конти, епископ Анконы и Нуманы;
5. Карло Россетти, епископ Фаэнцы;
6. Марчелло Сантакроче, епископ Тиволи;
7. Чезаре Факкинетти, епископ-архиепископ Сполето;
8. Джакомо Францони, епископ Камерино;
9. Альдерано Чибо, епископ Йези.

#### Неаполитанское королевство
1. Иннико Караччоло старший, архиепископ Неаполя.

#### Венецианская республика
1. Грегорио Барбариго, епископ Падуи (не участвовал в Конклаве);
2. Джованни Дольфин, патриарх Аквилеи.

#### Великое герцогство Тосканское
1. Леопольдо Медичи, кардинал-дьякон с титулярной диаконией Санти-Козма-э-Дамиано;
2. Франческо Нерли старший, архиепископ Флоренции;
3. Шипионе Панноккьески д’Эльчи, бывший архиепископ Пизы, кардинал-священник с титулярной церковью Санта-Сабина[1].

#### Республика Лукка
1. Джироламо Буонвизи, епископ-архиепископ Лукки;

#### Миланское герцогство
1. Альфонсо Литта, архиепископ Милана.

#### Моденское герцогство
1. Ринальдо д’Эсте, кардинал-священник с титулярной церковью Санта-Пуденциана.

### Франция
1. Эммануэль-Теодоз де ла Тур д’Овернь де Буйон, кардинал-священник;
2. Жан-Франсуа-Поль де Гонди де Рец, бывший архиепископ Парижа;
3. Джироламо Гримальди-Каваллерони, архиепископ Экс-ан-Прованса (не участвовал в Конклаве).

### Испания
1. Паскуаль де Арагон-Кордоба-Кардона-и-Фернандес де Кордоба, архиепископ Толедо (не участвовал в Конклаве);
2. Луис Гильермо де Монкада-и-Арагон, герцог Бивона (не участвовал в Конклаве);
3. Луис Мануэль Фернандес де Портокарреро, кардинал-священник.

### Священная Римская империя
1. Фридрих Гессен-Дармштадтский, OSIo.Hieros., кардинал-дьякон с титулярной диаконией Сан-Никола-ин-Карчере.